# Erica Hill
Erica Ruth Hill-Yount, Clinton, Verenigde Staten, 3 augustus 1976 is een Amerikaans journaliste, die werkt voor CNN.
Zij opereert daar als de eerste inval-host en als all-round anchor en nationaal correspondent. Eerder was zij co-host van Weekend Today.

## Carrière
Hill begon haar journalistieke loopbaan als productieassistent bij het online nieuwsprogramma voor PC Week magazine. Gelijktijdig werkte ze als conferentie-coördinator voor Software Publishers Association Europe. Ze werkte vanaf 2000 voor Tech TV, waar ze opviel door haar live reportages van de terroristische aanslagen op 11 september 2001.

### CNN
Hill trad in januari 2003 als all-round anchor voor diverse nieuwsprogramma’s toe tot CNN. In 2004 werkte ze als nationaal nieuwscorrespondent en presentator voor CNN Newsource, Prime Time News, Anderson Cooper 360° (AC360) en CNN Tonight.

### CBS News
Op 22 september 2008 werd Hill benoemd tot nieuwe co-anchor van de zaterdag-editie van The Early Show van CBS. Ze bleef voor CNN verschijnen op AC360° tot 8 januari 2010, toen werd aangekondigd dat zij CNN onmiddellijk verliet om toe te treden tot CBS News. Bij CBS werkte zij tot eind 2012 in verschillende rollen mee aan populaire programma’s, waaronder The Early Show en CBS Evening News.

### NBC News
NBC kondigde op 1 november 2012 aan dat Hill vanaf 3 november 2012 als co-anchor zou meewerken aan Weekend Today en als nationaal correspondent voor NBC News.
NBC News-president Steve Capus verklaarde: "Erica's buitengewone journalistieke track record toont aan dat zij alle nieuwsgenres met gemak en professionalisme weet te verslaan, van hard nieuws tot en met evenementen uit de popcultuur. Zij is een fantastische aanvulling van ‘’Weekend Today” en ik ben verheugd om haar te verwelkomen bij NBC News.
Op 3 april 2016 maakte Hill bekend dat zij de Weekend Today-show verliet om meer tijd voor haar gezin te hebben, maar zette haar dagelijkse nieuwspresentaties voort op MSNBC en NBC Nightly News”.

### Terugkeer naar CNN en HLN
Op 6 juni 2016 werd bekendgemaakt dat Hill terugkeerde naar CNN-dochter Headline News (HLN) als anchor van een overdag nieuwsprogramma, terwijl ze tegelijkertijd bijdragen zou leveren aan uitzendingen van CNN. Haar dagelijkse nieuwsprogramma On the Story with Erica Hill, kreeg zijn première in oktober 2016.
Op 19 april 2018 werd aangekondigd dat Erica Hill terugkeerde naar CNN als eerste inval anchor en nationaal correspondent.

## Privé
Hill werd geboren in Connecticut. Ze behaalde in 1998 een bachelorgraad in journalistiek aan Boston University. Hill trouwde op 15 oktober 2005. Het paar heeft twee zoons.

## Trivia
Tijdens de coronacrisis presenteert Erica Hill een kinderprogramma in "Sesamstraat"-stijl, waarin kinderen en hun ouders vragen aan dokter Sanjay Gupta kunnen stellen.